# Freesia refracta
Freesia refracta är en irisväxtart som först beskrevs av Nikolaus Joseph von Jacquin, och fick sitt nu gällande namn av Friedrich Wilhelm Klatt. Freesia refracta ingår i släktet Freesia och familjen irisväxter. Inga underarter finns listade i Catalogue of Life.

## Bildgalleri

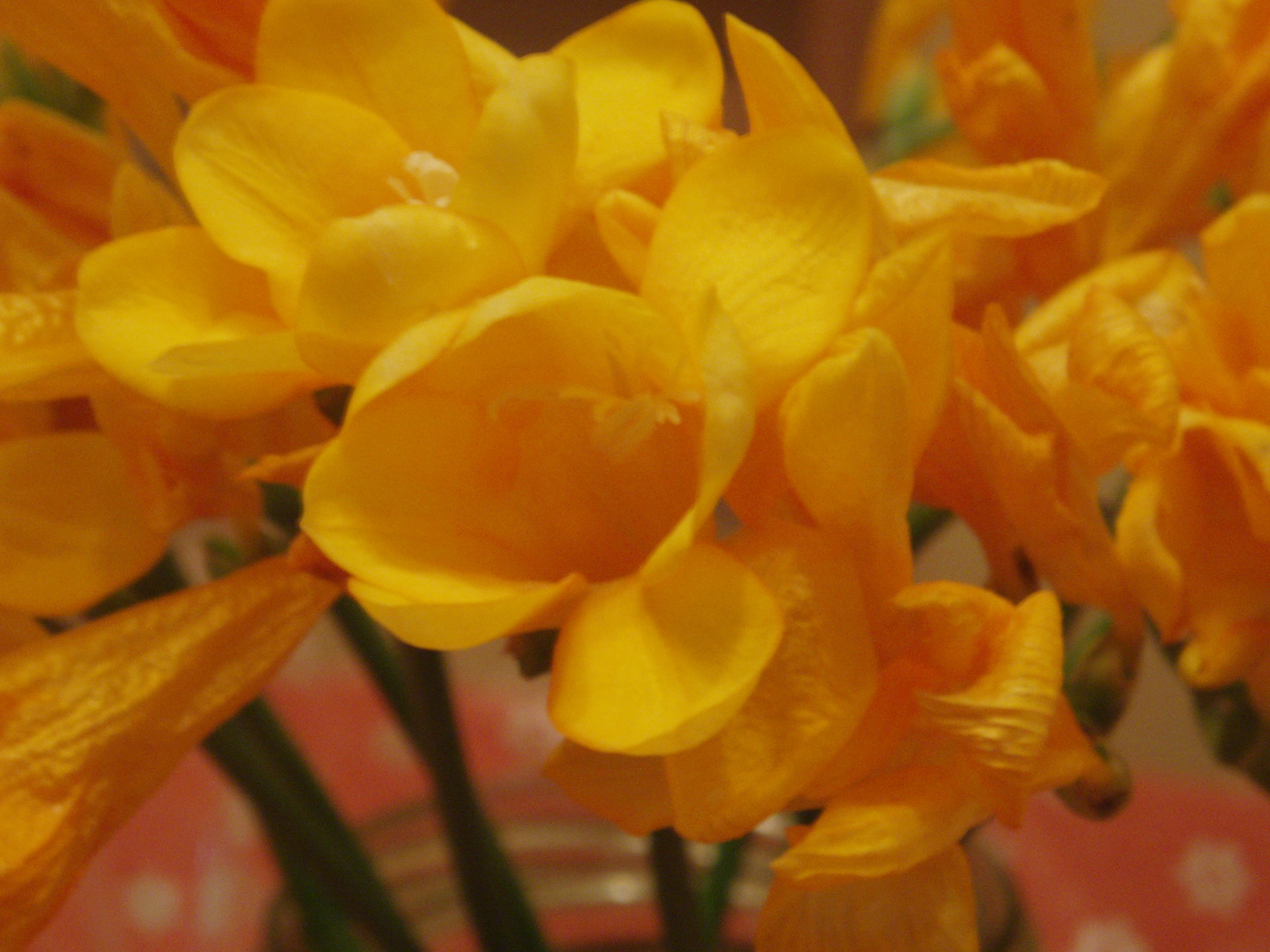
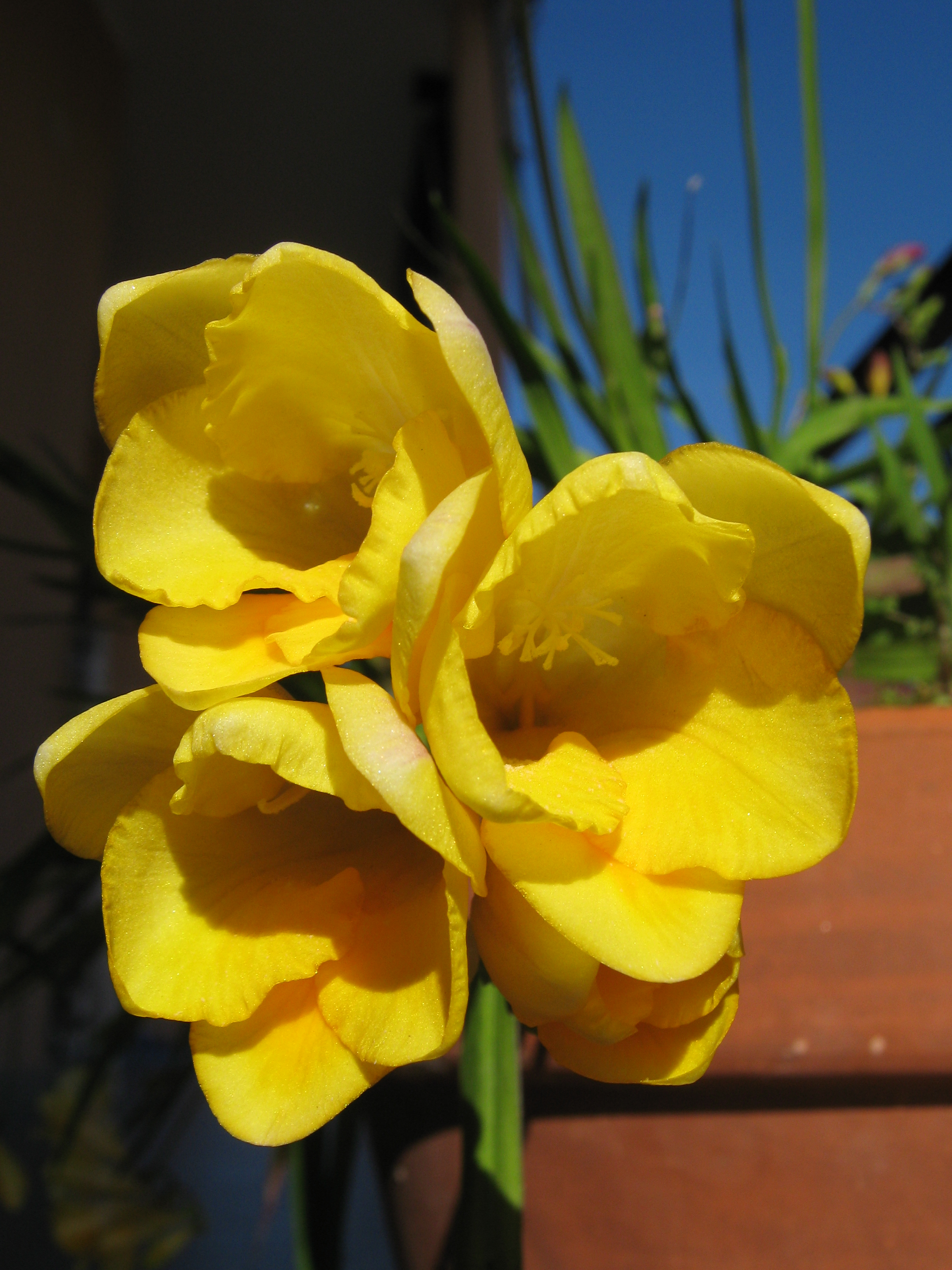
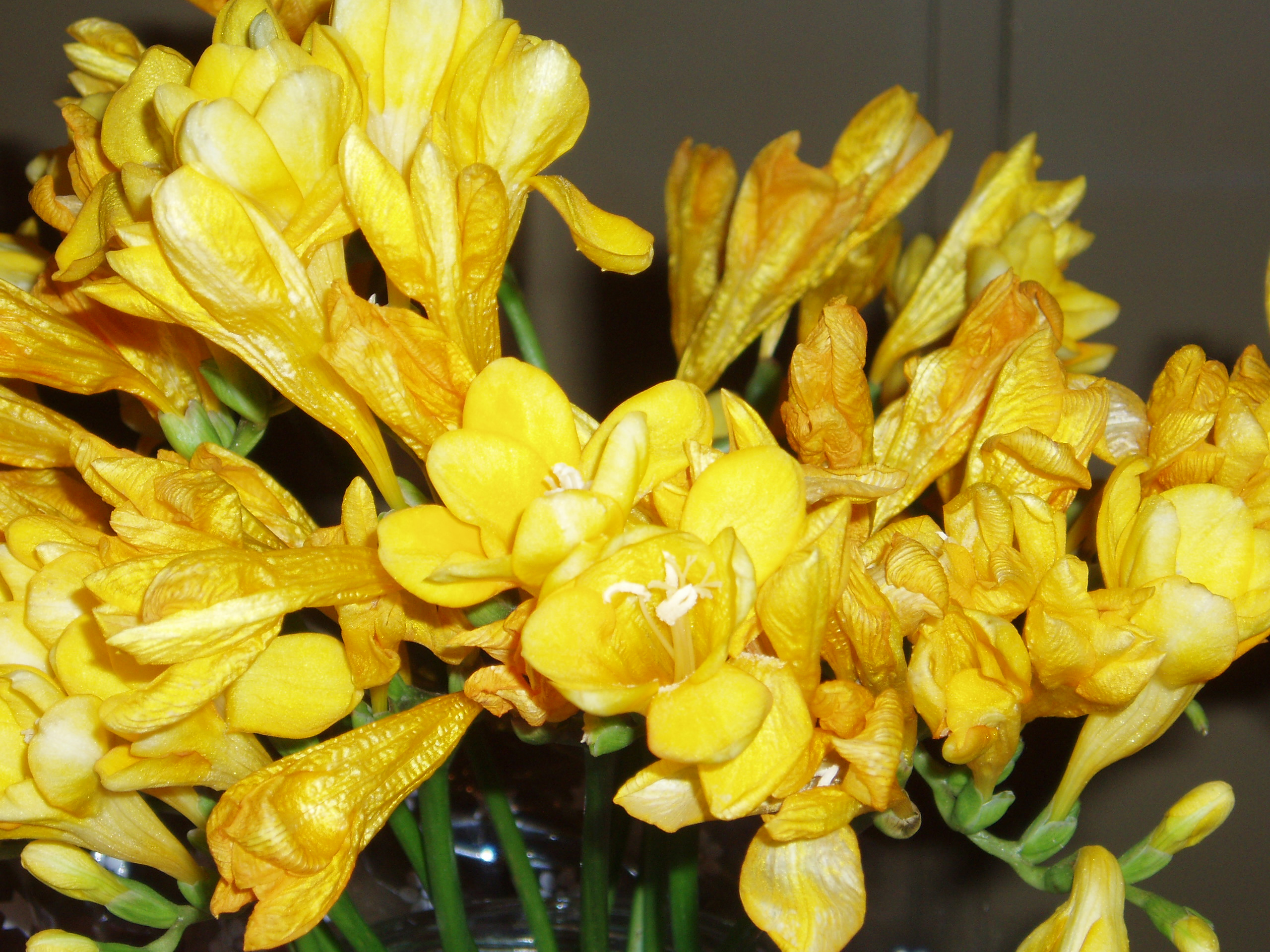
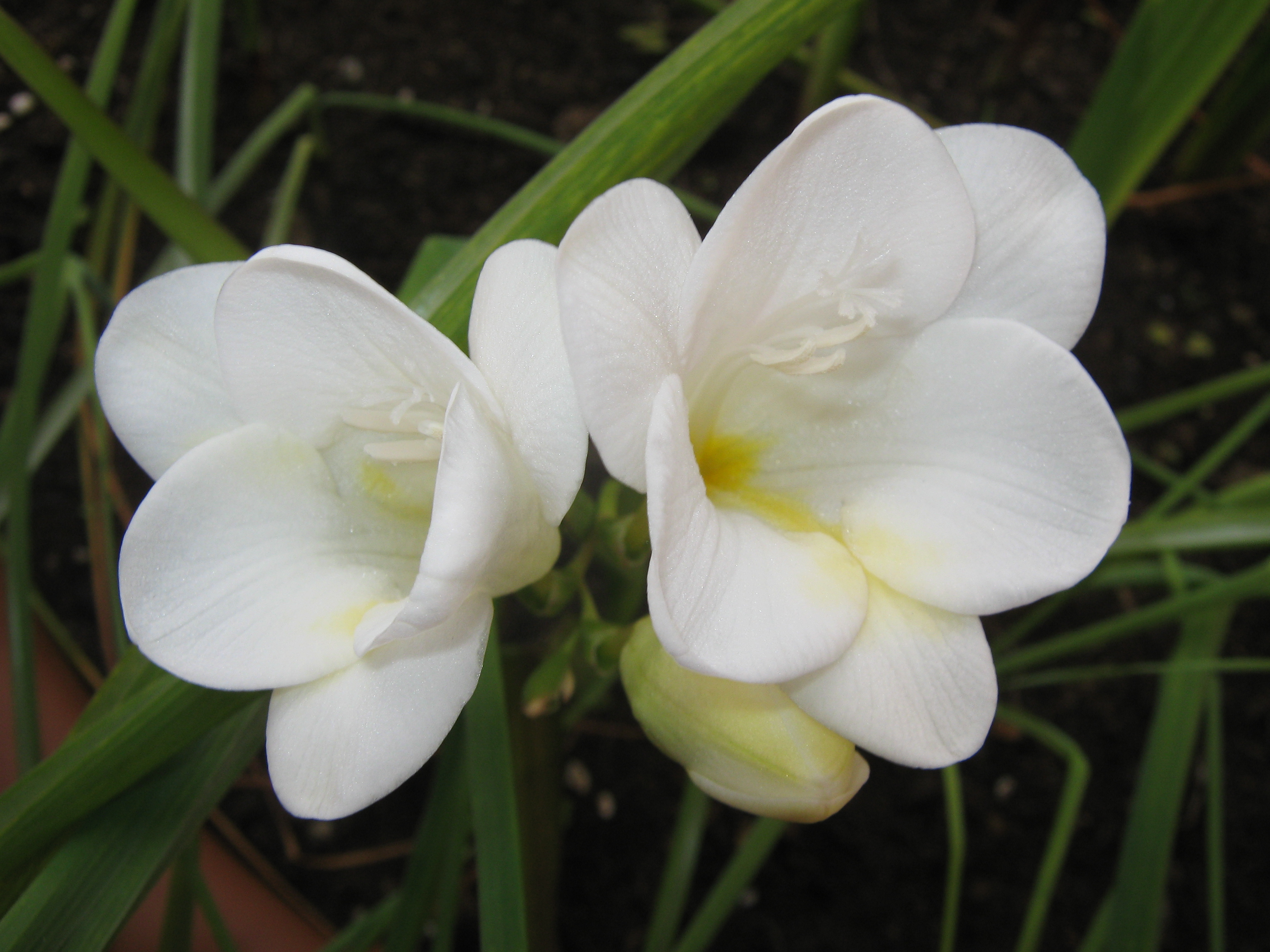